# Nils Storå
Nils Storå, född 29 maj 1933 i Jakobstad, död 22 mars 2023 i Åbo, var en finlandssvensk etnolog som särskilt ägnade sig åt att utforska den finlandssvenska skärgårdskulturen.

## Biografi
Storå var professor i nordisk etnologi vid Åbo akademi 1972-1997. Han publicerade flera omfattande verk med tonvikt på skärgårdens sedvänjor i ett nordiskt perspektiv. En rad etnologiska uppsatser finns samlade i volymen Resurser, strategier, miljöer (1993) och i den digra studien Fiskets Åland och fiskarkulturen (2003) sammanfattar han flera decenniers forskning i åländskt skärgårdsliv. Storå skrev även Kronobys historia 1865-1968 i två band (1979, 1982) och var redaktör för tidskriften Budkavlen 1971-97.
Storå var från 1958 gift med Siv Storå.